# Ottar (tidning)
Ottar är en svensk sexualpolitisk tidskrift, utgiven av RFSU och startad 1971 under namnet RFSU-bulletin. Namnet kommer från RFSU:s grundare Elise Ottesen-Jensen, känd som "Ottar", för att påminna om hennes gärning.
Artiklarna och reportagen behandlar bland annat frågor som sexuella rättigheter,reproduktiva rättigheter, abort, familjepolitik och intersexualitet i Sverige och i världen.

## Historik
År 1971 startade RFSU tidningen RFSU-bulletin, vilken 1981 ersattes med den av Hans Nestius och Louise Waldén startade boktidningen Ottar, som gavs ut av RFSU AB. Ottar gjorde flera banbrytande temanummer som väckte uppmärksamhet. Inte minst ett nummer om städningen och bristande jämställdhet kring detta, och dess effekter på människors samliv.
År 1991 började även medlemstidningen RFSU-bulletinen att utges av RFSU-förbundet. Efter att boktidningen Ottar upphört 1998, övertog medlemstidningen detta namn i juni 2001.
Boktidningen Ottar har haft flera chefredaktörer under åren så som: Titti Hasselot, Ingrid Hagman, Nina Lekander, Bodil Sjöström med flera.
Tidskriften Ottar har också haft flera chefredaktörer. Silvia Ernhagen (fd Sjödahl) var den första nya chefredaktören efter boktidningens nedläggning. 2002 blev Ylva Bergman chefredaktör. Under deras ledning fick Ottar ett internationellt perspektiv där globala rättvisefrågor kring reproduktiva sexualpolitiska rättighet bevakades mer, inte minst de tilltagande politiska attackerna i USA och flera EU-länder som syftade att begränsa kvinnors rätt till abort. 
Carolina Hemlin tog över som chefredaktör efter Silvia Ernhagen 2007 och Kristina Lindquist tog över efter Ylva Bergman 2010.
2014 tog Anna Dahlqvist tar över som chefredaktör efter Kristina Lindquist.
Redaktionen består 2024 av chefredaktörerna Carolina Hemlin och Ida Måwe. Ansvarig utgivare är Carolina Hemlin. 
Ottar är en självständig journalistisk produkt som ges ut av RFSU. Ottar utkommer med fyra nummer per år.